# 有馬禮子
有馬禮子（1933年5月5日—），日本作曲家，編曲家。東京音樂大學名譽教授。原名日暮禮子。師从下総皖一、伊福部昭。祖先有馬晴信。

## 履歷
1933年5月5日出生於東京府中野区，隨後隨家人移入滿洲國，並與1946年回國。高中時曾為學校的戲劇部作曲，幷獲得了很好的評價，以此作為學習作曲的契機，并之後進入東京藝術大學學習作曲，師從下總皖一。畢業后她進入東京音樂大學師從著名日本作曲家伊福部昭。1965至1968年，她擔任日本古倫美亞唱片公司的主任。她做過許多音樂理論以及民俗音樂的研究，是日本戰後女性作曲家的先驅，幷發表了多部作品。于2004年擔任東京音樂大學名譽教授。除此之外，她還是日本音樂著作權協會的評議員，日本作曲家協會的理事，與日本童謠協會的會員。

## 作品選集
- 鋼琴素描曲集“兒童庭院”（ピアノのためのスケッチ集「子どもの庭」）（1966）
- 鋼琴素描曲集“風之舞”（ピアノのためのスケッチ集「風のダンス」）（1970）
- 為失物所做的三個樂章，為鋼琴而作（失われたものへの三章）（1970）
- “愛的記憶”，為女聲合唱而作（愛のメモリアル)（1974）
- 鋼琴四手聯彈曲集“兩人的童話”（ふたりのメルヘン）（1975）
- “雅”，為管風琴而作（雅）（1977）
- “流遷”，為篠笛與鋼琴而作（流遷）
- 小組曲，為大鍵琴而作（小組曲）
- “紫色的詠歎調”，為小提琴而作（紫のアリオーソ）
- “天使奏鳴曲”，為小提琴而作（天使のソナタ）
- “琉球奏鳴曲”，為小提琴而作（琉球ソナタ）
- “四弦翠樂”，為維奧爾琴而作（四弦翠楽）
- 交響詩“宮古”（宮古）
- 第一交響曲“沖繩”（交響曲第1番「沖縄」）（2004）